# Egon Schultz

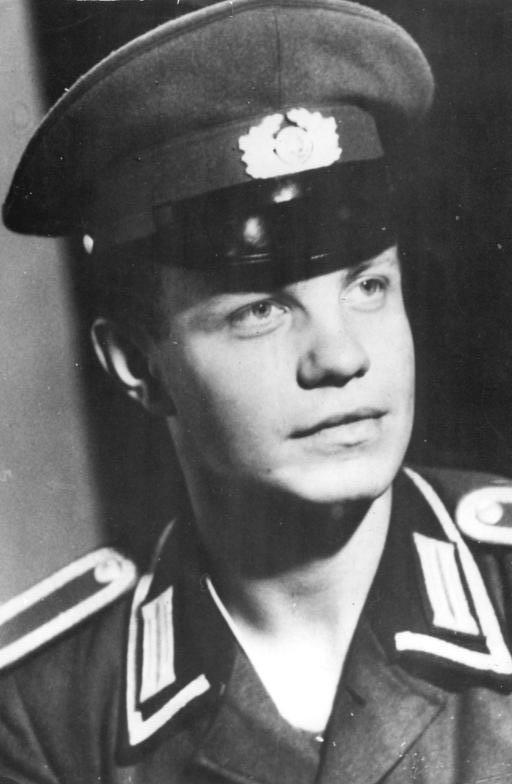

Egon Schultz (ur. 4 stycznia 1943 w Gościnie; zm. 5 października 1964 w Berlinie) – podoficer wojsk granicznych NRD zastrzelony omyłkowo przez towarzysza z oddziału podczas udaremnienia próby ucieczki grupy osób z Berlina Wschodniego i zaliczany tym samym do ofiar śmiertelnych Muru Berlińskiego.

## Życiorys
Egon Schultz przyszedł na świat jako starszy z dwóch synów w rodzinie kierowcy ciężarówki i kelnerki. Przed powołaniem do służby wojskowej pracował w zawodzie nauczyciela zajmując się nauczaniem początkowym w Putbus na Rugii oraz od września 1962 do listopada 1963 nauczaniem w szkole w Rostocku. 

## Okoliczności śmierci
Podczas zorganizowanej akcji ucieczki przez tunel ucieczkowy Tunnel 57 (budowę tegoż współfinansował m.in. redaktor naczelny czasopisma Stern Henri Nannen) w ciągu dwóch nocy udało zbiec się z podwórza budynku przy Strelitzer Straße 55 do Berlina Zachodniego 57 osobom. Pomagający uciekinierom „na wypadek wyższej konieczności“ uzbrojeni byli w policyjne pistolety. 4 października 1964 r., krótko przed północą, pojawili się na miejscu funkcjonariusze bezpieki przy wsparciu żołnierzy wojsk granicznych NRD. Kiedy znajdujący się w owej grupie Schultz w towarzystwie dwóch uzbrojonych w pistolety maszynowe pracowników Stasi oraz co najmniej jeszcze jednego żołnierza dostał się na podwórze domu przy  Strelitzer Straße 55, doszło do wymiany ognia, wskutek czego postrzelony został jedną z kul pistoletu posiadanego przez pomagającego uciekinierom Christiana Zobela. Lekko ranny Schultz upadł, chcąc się jednak podnieść trafiony został (tym razem śmiertelnie) z karabinka AK-47, znajdującego się w rękach jednego z towarzyszy jego oddziału.

## Propagandowe kłamstwo NRD
W opinii władz NRD śmierć Schultza spowodować mieli „agenci Zachodu“ bądź pomagający uciekinierom Christian Zobel. W rzeczywistości wiadomo było jednak, iż sprawcą śmiertelnego postrzału był obecny na miejscu inny żołnierz Volker M. Pomimo tego faktu władze podtrzymywały swoją wersję i wyniosły Schultza do rangi bohatera. W celu niniejszym posunęły się do manipulacji niektórych dowodów – fotografia kurtki mundurowej zastrzelonego została ujęta w taki sposób, aby nie były widoczne dziury od kul karabinka szturmowego. Pomagający uciekinierom przedstawieni zostali jako mordercy i agenci. Dopiero po zjednoczeniu Niemiec i otwarciu tajnych akt Stasi okazało się, iż sprawcą śmiertelnego postrzału był obecny na miejscu wydarzeń inny żołnierz. Trudności sprawiło jednakże powołanie dalszych świadków zdarzenia: oddający pierwszy ze strzałów i  pomagający uciekinierom aktywista w międzyczasie zmarł, podobnie jak inny, którym okazał się późniejszy kosmonauta Reinhard Furrer.

## Następstwa
Po śmierci Egona Schultza imieniem jego ochrzczono liczne instytucje NRD: jedną ze szkół w Rostocku, w której przed powołaniem do służby wojskowej pracował jako nauczyciel, jedną ze szkół dziesięcioklasowych w Berlinie Wschodnim, szkołę średnią w Hönow, obóz zajęć przysposobienia obronnego w Prerow oraz szkołę dla podoficerów. W 1976 r. imię jego otrzymało także schronisko młodzieżowe przy wschodnioberlińskim ogrodzie zoologicznym Berliner Tierpark. Uhonorowano tymże również socjalistyczne brygady robocze, ulice (w tym m.in. w 1966 r. jedną ze znajdujących się w dzielnicy Berlin-Mitte), koszary oraz domy wypoczynkowe. Ku upamiętnieniu zabitego napisano także książkę dla dzieci.  
1 grudnia 1991 r. berlińską ulicę Egon-Schultz-Straße przemianowano z powrotem na Strelitzer Straße. Nazwana jego imieniem szkoła w Rostocku otrzymała imię Käthe-Kollwitz-Gymnasium. Znajdujący się tam sfinansowany przez uczniów i rodziców głaz pamiątkowy został usunięty. 
W 1995 r. przemianowano również nazwaną jego imieniem szkołę w Hönow k. Berlina, która w wyniku konferencji otrzymała nazwę Gebrüder-Grimm-Grundschule. Burmistrz miasteczka odrzucił jednak zgłoszony podczas tej samej konferencji wniosek o usunięcie kamienia pamiątkowego z napisem „Unser Vermächtnis – Vorbild der Jugend“ (nasze dziedzictwo – przykładem młodzieży), uzasadniając to słowami: „Nie ma żadnego sensu o tym dyskutować. Musimy nauczyć się żyć z naszymi pomnikami.“
Wydarzeniom zaszłym w październiku 1964 r. podczas akcji Tunnel 57  poświęciła miejsce w stworzonym w 2001 r. programie dokumentalnym Heldentod – Der Tunnel und die Lüge (Śmierć bohatera – tunel i kłamstwa) Britta Wauer. Wyemitowany przez stację telewizyjną Arte/ZDF i uhonorowany nagrodą Deutscher Fernsehpreis film przybrał ostatecznie tytuł Heldentod – Wer erschoss Egon Schultz? (Śmierć bohatera – kto zastrzelił Egona Schulza?) i wszedł na ekrany 8 sierpnia tego samego roku.
W 2004 r., w 40. rocznicę wydarzenia, z inicjatywy dawnych aktywistów pomagających w ucieczkach, uciekinierów oraz przyjaciół Egona Schultza, w porozumieniu i współpracy z ośrodkiem badań historycznych Dokumentationszentrum Berliner Mauer umieszczono na miejscu śmierci ofiary tablicę pamiątkową. 

## Literatura
- Michael Baade: Mein Freund Egon. Leben und Sterben von Egon Schultz, die wahre Geschichte. Mit Briefen, Dokumenten und Fotos. Ingo Koch Verlag, Rostock 2012, ISBN 978-3-864360-14-5.
- Michael Baade: Der Tod des Grenzsoldaten. Egon Schultz, der Tunnel und die Propagandalüge. Edition Berliner Unterwelten, 2014, ISBN 978-3-943112-50-4[4].